# Romano Scarpa
Pour les articles homonymes, voir Scarpa.
Romano Scarpa, né le 27 septembre 1927 à Venise et mort le 23 avril 2005 à Malaga, est un dessinateur et scénariste de bande dessinée italien. Il est l'un des plus célèbres dessinateurs d'histoires de l'univers de la Walt Disney Company : autant celui de Donald Duck que celui de Mickey Mouse.

## Biographie
Né le 27 septembre 1927 à Venise, Romano Scarpa est passionné de Disney depuis tout petit avec d'une part la lecture du hebdomadaire italien Topolino et la découverte du long métrage Blanche-Neige et les Sept Nains de 1938. C'est de dernier qui va donner envie à Scarpa de devenir animateur. Il fonde un studio d'animation en 1945 avec Giorgio Bordini et Rodolfo Cimino qui vont eux aussi par la suite travailler dans la bande dessinée italienne. Il produit différentes publicités et des courts métrages dont La piccola fiammiferaia de 1951  d'après le comte La Petite Fille aux allumettes d'Andersen.
Romano Scarpa quitte l'animation et fait ses débuts dans la bande dessinée en rejoignant l'équipe de dessinateurs de l'hebdomadaire Topolino en 1953. Il dessine une histoire faisant suite à son dessin animé fétiche Blanche-Neige et les Sept Nains se nommant Blanche neige et Flamme Verte (Biancaneve e verde fiamma) scénarisée par Guido Martina. Il fera ensuite différentes histoires avec Donald et Mickey toujours en duo avec Martina avant que son éditeur Mondadori lui donne la possibilité de faire ses propres histoires.
Il est surtout connu pour les grandes histoires qu'il dessine dans les années 1950-1960 qui paraissaient en deux ou trois parties dans l'hebdomadaire italien, et qui ont été éditées en France dans Mickey Parade. Ses débuts avec Mickey et Donald se font dans une même histoire destinée à l'Almanach Topolino, Almanacco Topolino 1954 où les personnages de l'univers des souris et ceux de l'univers des canards sont réunis un soir de noël avec également des personnages des Silly Symphonies comme Grand Loup et Hiawatha. L'histoire suivante, Donald "3D" (Paperino "3D") est la première histoire centrée sur Donald.
Quand en 1955, l'éditeur américain King Features annonce la fin des séries longues sur Mickey de Floyd Gottfredson, Mondadori en profite pour saisir l'occasion d'y proposer une suite avec Scarpa au dessin. Ce dernier va faire différentes histoires faisant référence à l'auteur américain dont en 1955, Mickey et le double secret du Fantôme Noir (Topolino e il doppio segreto di Macchia Nera) en reprenant des personnages de son univers comme le Fantôme noir et Iga Biva. L'histoire Mickey et le mystère de Tap Yocca VI (Topolino e il mistero di Tapioco Sesto) de 1956 est inspirée de l'histoire Mickey et le roi de Médioka (Monarch of Medioka) de Gottfredson publiée en 1937. L'histoire Mickey et la dimension Delta (Topolino e la dimensione Delta) fait suite à l'histoire Mickey et l'île volante (Mickey Mouse on Sky Island) de Gottfredson ou Scarpa fait sortir de l'ombre le un des personnages que l'auteur américain n'a utilisé qu'une seule fois, le Professeur Mirandus. Ce dernier a transporté son laboratoire dans une autre dimension nommée « Dimension Delta » pour pouvoir faire ses expériences en toute sécurité. L'une de ses expériences consiste à agrandir un atome en taille humaine ce qui donne Bip-Bip (Atomino en VO) personnage originale de Scarpa. Ce dernier, personnage ressemblant à Iga Biva devient un compagnon de Mickey dans plusieurs de ses aventures. Dans les histoires d'enquêtes de Mickey, Scarpa en reprenant le stripe de Gottfredson avec des histoires d'espionnage, lui ajoute également sa touche avec de la modernité. Adepte des bandes dessinées noires, des ambiances où l'intrigue est voilée de mystère qu'on retrouve dans l'école italienne et chez le prolifique scénariste Guido Martina, il donne à Mickey le style d'enquêteur de Humphrey Bogart ou des personnages des films d'Alfred Hitchcock comme avec l'histoire Mickey et le collier Chirikawa (Topolino e la collana Chirikawa) de 1960 où on trouve des scènes d'hypnose et de vertige à la manière de La Maison du docteur Edwardes et Sueurs froides. Dans cette histoire, Scarpa donne à Pat Hibulaire, une fiancé du nom de Gertrude. Plus tard en 1975, Scarpa donne un nouveau acolyte à Mickey pour ses aventures dans l'histoire Génius légionnaire (Topolino e il rampollo di Gancio) avec Félix (Bruto en VO) le fils adoptif de Génius.
Mais Scarpa a également dessiné une grande quantité d'histoires dans l'univers des canards en mettant en scène Picsou, son rival Flairsou, les Rapetou (repris, comme Géo Trouvetou, à Carl Barks) ainsi que Donald, ses 3 neveux Riri, Fifi et Loulou, ainsi que  Gontran et Daisy. De plus, il agrandit l'entourage de Picsou dès 1959 en lui donnant un frère du nom de Gédéon Picsou dans Mystère en sauce (Paperino e i gamberi in salmì), Brigitte McBridge qui est amoureuse de lui et lui court souvent derrière, Phil Ature, concurrent dans les affaires, et Chris Yéyé (Paperetta Yè-Yè en VO), adolescente petite-fille de Goldie O'Gilt amoureuse de jeunesse de Picsou. En 1964, dans l'histoire Sgrizzo il più balzano papero del mondo, il attribue à Donald un cousin déjanté du nom de Sgrizzo.
En 1963, Scarpa dessine des BD Disney d'après des scénarios américains destinées au marché mondial dans le cadre de « Studio Program ». La majorité de ses histoires ne font plus qu'une trentaine de pages environ. À cette époque, il illustre des BD provenant d'autres secteurs comme Le cycle d'Angelino de Paul Canpani pour les dessins animés Italiens puis l'ours Yogi, dessin animé appartenant à la firme américaine Hanna-Barbera Productions et Lupo de l'auteur allemand Rolf Kauka.
En 1982, Romano Scarpa retournera brièvement dans l'animation en travaillant sur un générique d'ouverture nommé Presentazione Disney du programme télévisé Vai col verde. Il y figure les personnages principaux des univers des souris et des canards en y insérant des personnages jamais vu en animation comme Fantomiald et en profite pour y insérer ses propres personnages comme Brigitte, Chris Yéyé ou Félix,. Il fera même en 1988, un test de quelques secondes pour la série La Bande à Picsou où Picsou découvre un trésor dans une pyramide aztèque en compagnie des Castors Juniors avec l'intervention des Rapetou. Ce test ne sera finalement pas utilisé.
En 1988, il a été le premier auteur italien à être publié aux États-Unis par l'éditeur Gladstone. À la fin des années 1990, à la suite d'un différend avec les éditeurs italiens, il réalise ses histoires pour Hachette en France et Egmont au Danemark.
Il meurt le 23 avril 2005 dans sa maison en Espagne où il résidait depuis longtemps.

## Œuvres

### Quelques histoires célèbres de Scarpa
- La Légende de l'Écossais volant (1957)
- Donald et les lentilles de Babylone (1960)
- Mickey et la dimension Delta (1960)
- Mickey et le Collier Chirikawa (1960)
- Mickey et le double secret du Fantôme noir (1955)
- Mickey et le mystère de Kali (1958)
- Picsou et le sage de Ulah-Ulah (1959)
- Mickey et la flamme éternelle de Kalhoa (1961)
- Mickey, Bip-Bip et le trésor du Mongol (1959)
- Le papillon de Christophe Colomb (1962)
- Donald et le mystère en sauce (1956)

### Filmographie
- La piccola fiammiferaia (1951)
- Ainhoo degli icebergs (1972)
- The Fourth King (1977)
- The Adventures of Marco & Gina (Sopra i tetti di Venezia) (2002)

### Personnages créés par Scarpa
- Gédéon Picsou
- Bip-Bip
- Gertrude
- Brigitte McBridge
- Phil Ature
- Codino, un hippocampe
- Sgrizzo
- Chris Yéyé
- Félix

## Prix
- 1990 :  Prix Yellow-Kid « une vie consacrée au cartoon », remis par l'organisation du festival de Lucques, pour l'ensemble de son œuvre